# Battaglia di Lingones
La battaglia di Lingones fu combattuta nel 298 tra l'esercito romano comandato dal cesare Costanzo Cloro e gli Alemanni: lo scontro risultò in una vittoria romana.
A causa della scarsità di fonti, sono note poche informazioni sulla battaglia. Lo scontro ebbe due fasi: inizialmente gli Alamanni ebbero la meglio, sorprendendo Costanzo Cloro a capo di un piccolo contingente in aperta campagna e costringendolo a rifugiarsi nella città di Lingones (moderna Langres, Francia); quando Costanzo giunse alla città, i cittadini si rifiutarono di aprire le porte, e fu costretto a farsi issare su per le mura, ferito, con una corda. Venuti a conoscenza del pericolo corso dal loro comandante, le truppe romane della regione accorsero a Lingones, infliggendo gravissime perdite agli Alemanni.

### Fonti primarie
- Eutropio, Breviarium ab Urbe condita, IX.23.

### Fonti secondarie
- Gibbon, Edwards, The Decline and Fall of the Roman Empire, Cap. 13.
- Mommensen, Theodor E., A History of Rome Under the Emperors, Routledge, 1999, ISBN 0415206472, p. 421.